# Hotel Elysee Timișoara
Hotel Elysee este primul hotel de 5 stele din Timișoara și Banat.
Hotel Elysee a fost dezvoltat de un grup de investitori englezi, fiind inaugurat pe 10 februarie 2008, după o investiție de câteva milioane de euro. Hotelul este amplasat în localitatea Săcălaz, într-o zonă rezidențială situată la 10 minute de Timișoara și 20 de minute de Aeroportul Internațional Traian Vuia.
Hotelul Elysee, a cărui construcție a durat câțiva ani, se întinde pe o suprafață de 6.500 de metri pătrați. Hotelul are 20 de camere, mobilate în stil baroc.